# Trimo Rejo
Trimo Rejo is een bestuurslaag in het regentschap Ogan Komering Ulu van de provincie Zuid-Sumatra, Indonesië. Trimo Rejo telt 1942 inwoners (volkstelling 2010).